# آتیلا هوربیگر
آتیلا هوربیگر (انگلیسی: Attila Hörbiger؛ ۲۱ آوریل ۱۸۹۶ – ۲۷ آوریل ۱۹۸۷) یک هنرپیشه اهل اتریش بود.
از فیلم‌ها یا برنامه‌های تلویزیونی که وی در آن نقش داشته است می‌توان به پریمیر، زنی در رود اشاره کرد.